# Joseph Wenzel Kinold
Joseph Wenzeslaus Kinold (* 8. Juli 1871 in Giershagen; † 22. Mai 1952 in Sapporo) war ein deutscher Franziskaner und Bischof in Sapporo (Japan).

## Leben und Wirken
Joseph Kinold wurde 1871 als Sohn des Johannes Kinold und seiner Frau Klara, geb. Gerold, geboren. Am 1. Juli 1897 empfing er die Priesterweihe. Zusammen mit Pater Maurice Bertin aus der Pariser Provinz kam er als Missionar am 19. Januar 1907 in Japan an. 
Als ab 1915 durch Papst Benedikt XV. die kirchlichen Strukturen in Japan entwickelt wurden, wurde Kinold mit leitenden Aufgaben in der neu gegründeten Apostolischen Präfektur Sapporo betraut, das dem Erzbistum Tokio als Suffragandiözese unterstellt war; 1929 wurde die Präfektur zum Apostolischen Vikariat erhoben, bis 1952 das Bistum Sapporo konstituiert wurde. 
Kinold war seit dem 13. April 1915 zunächst als Apostolischer Präfekt, ab 18. März 1929 bis November 1940 als Apostolischer Vikar im Bischofsrang dort tätig; am 9. Juni 1929 wurde er von Erzbischof Mario Giardini, dem Apostolischen Delegaten in Japan, zum Titularbischof von Panemotichus geweiht. Von 1934 bis 1938 fungierte er auch als Administrator der Mission sui juris Karafuto auf der Insel Sachalin, bis diese am 21. Mai 1938 zur Apostolischen Präfektur Juschno-Sachalinsk erhoben und aus dem Apostolischen Vikariat Sapporo ausgegliedert wurde.
Als Bischof förderte Kinold die schulische Erziehung von Mädchen in Sapporo, indem er die Thuiner Franziskanerinnen, deren Aufgabenschwerpunkt im Erziehungswesen liegt, um die Entsendung von Ordensschwestern nach Japan bat. Kinold starb auf Christi Himmelfahrt, dem 22. Mai 1952 in Sapporo.